# Iranian Basketball Super League
O Iranian Basketball Super League é a liga profissional de basquete do Irã, fundada em 1989. É considerada uma das melhores ligas na Ásia.

## Times da temporada 2016–17
- Azad University Tehran
- Chemidor Tehran
- Naft Abadan
- Niroo Zamini Tehran
- Petrochimi Bandar Imam
- Shahrdary Arak
- Shahrdary Gorgan
- Shahrdary Kashan
- Shahrdary Tabriz
- Shiraz a.s Pipe

## Campeões

### 1ª Divisão
| Temporada | Campeão           | Finalista              | 3° lugar                      |
| --------- | ----------------- | ---------------------- | ----------------------------- |
| 1989–1990 | Jandarmeri Tehran | Shahin Gorgan          |                               |
| 1991–1992 | Shahrdari Isfahan | Shahrdari Gorgan       | Gostaresh Tehran              |
| 1992–1993 | Shahrdari Isfahan | Azad University Tehran | Etka Gorgan                   |
| 1993–1994 | Zob Ahan Isfahan  | Bank Tejarat Tehran    | Etka Gorgan                   |
| 1994–1995 | Zob Ahan Isfahan  | Bank Tejarat Tehran    | Etka Gorgan & Rah Ahan Tehran |
| 1995–1996 | Paykan Tehran     | Zob Ahan Isfahan       | Rah Ahan Tehran               |
| 1996–1997 | Zob Ahan Isfahan  | Paykan Tehran          | Rah Ahan Tehran               |
| 1997–1998 | Paykan Tehran     | Zob Ahan Isfahan       | Fath Tehran                   |

### Superliga
| Temporada | Campeão                | Finalista                | 3° lugar               |
| --------- | ---------------------- | ------------------------ | ---------------------- |
| 1998–1999 | Zob Ahan Isfahan       | Paykan Tehran            | Fajr Sepah Tehran      |
| 1999–2000 | Zob Ahan Isfahan       | Paykan Tehran            | Shahrdari Gorgan       |
| 2000–2001 | Zob Ahan Isfahan       | Foolad Mobarakeh Isfahan | Iran Nara Tehran       |
| 2001–2002 | Zob Ahan Isfahan       | Sanam Tehran             | Paykan Tehran          |
| 2002–2003 | Sanam Tehran           | Iran Nara Tehran         | Zob Ahan Isfahan       |
| 2003–2004 | Saba Battery Tehran    | Sanam Tehran             | Zob Ahan Isfahan       |
| 2004–2005 | Sanam Tehran           | Saba Battery Tehran      | Paykan Tehran          |
| 2005–2006 | Saba Battery Tehran    | Petrochimi Bandar Imam   | Paykan Tehran          |
| 2006–2007 | Saba Battery Tehran    | Petrochimi Bandar Imam   | Mahram Tehran          |
| 2007–2008 | Mahram Tehran          | Saba Battery Tehran      | Kaveh Tehran           |
| 2008–2009 | Mahram Tehran          | Zob Ahan Isfahan         | Saba Mehr Qazvin       |
| 2009–2010 | Mahram Tehran          | Zob Ahan Isfahan         | Petrochimi Bandar Imam |
| 2010–2011 | Mahram Tehran          | Zob Ahan Isfahan         | Petrochimi Bandar Imam |
| 2011–2012 | Mahram Tehran          | Petrochimi Bandar Imam   | Foolad Mahan Isfahan   |
| 2012–2013 | Petrochimi Bandar Imam | Mahram Tehran            | Foolad Mahan Isfahan   |
| 2013–2014 | Petrochimi Bandar Imam | Mahram Tehran            | Azad University Tehran |
| 2014-2015 | Mahram Tehran          | Petrochimi Bandar Imam   | Azad University Tehran |
| 2014-2015 | Mahram Tehran          | Azad University Tehran   | Petrochimi Bandar Imam |
| 2015-2016 | Petrochimi Bandar Imam | Palayesh Naft Abadan     | Chemidor Tehran        |
| 2016-2017 | Petrochimi Bandar Imam | Palayesh Naft Abadan     | Azad University Tehran |
| 2017-2018 | Shahrdari Tabriz       | Mahram Tehran            | Petrochimi Bandar Imam |
| 2018-19   | Naft Abadan            | Shahrdary Gorgan         | Petrochimi Bandar Imam |

## Títulos por clube
| Time                     | Campeões | Finalistas | Anos Campeões                                        | Anos Finalistas              |
| ------------------------ | -------- | ---------- | ---------------------------------------------------- | ---------------------------- |
| Zob Ahan Isfahan         | 9        | 5          | 1992, 1993, 1994, 1995, 1997, 1999, 2000, 2001, 2002 | 1996, 1998, 2009, 2010, 2011 |
| Mahram Tehran            | 5        | 2          | 2008, 2009, 2010, 2011, 2012                         | 2013, 2014                   |
| Saba Battery Tehran      | 3        | 2          | 2004, 2006, 2007                                     | 2005, 2008                   |
| Paykan Tehran            | 2        | 3          | 1996, 1998                                           | 1997, 1999, 2000             |
| Petrochimi Bandar Imam   | 2        | 3          | 2013, 2014                                           | 2006, 2007, 2012             |
| Sanam Tehran             | 2        | 2          | 2003, 2005                                           | 2002, 2004                   |
| Jandarmeri Tehran        | 1        | 0          | 1990                                                 | –                            |
| Naft Abadan              | 1        | 0          | 2019                                                 | –                            |
| Shahrdari Tabriz         | 1        | 0          | 2018                                                 | –                            |
| Shahrdari Gorgan         | 0        | 2          | –                                                    | 1990, 1992                   |
| Bank Tejarat Tehran      | 0        | 2          | –                                                    | 1994, 1995                   |
| Azad University Tehran   | 0        | 1          | –                                                    | 1993                         |
| Foolad Mobarakeh Isfahan | 0        | 1          | –                                                    | 2001                         |
| Iran Nara Tehran         | 0        | 1          | –                                                    | 2003                         |

## Títulos por cidade
| Cidade (Província)           | Campeões | Finalistas |
| ---------------------------- | -------- | ---------- |
| Teerã (Teerão)               | 13       | 13         |
| Ispaã (Ispaão)               | 9        | 6          |
| Mahshahr (Cuzistão)          | 2        | 3          |
| Tabriz (Azerbaijão Oriental) | 1        | 0          |
| Gurgã (Golestão)             | 0        | 2          |
| Abadã (Cuzistão)             | 0        | 2          |

## Jogadores estrangeiros notáveis
| - Zlatko Jovanović - Ibrahim Jaaber - Garth Joseph - Makan Dioumassi - Nikoloz Tskitishvili - Nestoras Kommatos - Kaspars Kambala - Marius Prekevičius - Soumaila Samake - Francisco Elson - Pero Cameron - Gabe Muoneke - Julius Nwosu - Ejike Ugboaja - Jaime Lloreda - Cheikh Samb - Pape Sow - Sani Bečirovič - Marko Milič - Óscar Yebra - Torraye Braggs | - Ed Elisma - Joseph Forte - Marlon Garnett - Mike Jones - Mark Karcher - Priest Lauderdale - Art Long - Tony Madison - Waitari Marsh - Lee Nailon - Andre Pitts - Carlos Powell - Alvin Sims - Jabari Smith - Omar Sneed - Jackson Vroman - Robert Whaley - Loren Woods - Kevin Sheppard - Leandro García |